# Mocis frugalis
Mocis frugalis is een vlinder uit de familie van de spinneruilen (Erebidae). De soort komt voor in Azië en Australië. De spanwijdte is tussen 36 en 50 millimeter. De waardplanten zijn soorten uit de grassenfamilie, zoals suikerriet en haver. Het insect kan zich tot plaag ontwikkelen.
In een publicatie uit 2000 is Mocis proverai, die voorkomt in Afrika en op het Arabisch schiereiland van deze soort afgesplitst. De twee soorten zijn met microscopisch onderzoek aan de genitaliën van elkaar te onderscheiden.